# Грэм, Джеймс, 8-й герцог Монтроз
Джеймс Грэм, 8-й герцог Монтроз (англ. James Graham, 8th Duke of Montrose; род. 6 апреля 1935) — уроженец Южной Родезии, шотландский наследственный пэр и политик Британской консервативной партии. Был известен как граф Кинкардин с 1935 по 1954 год и маркиз Грэм с 1954 по 1992 год.

## Биография

### Рождение
Родился 6 апреля 1935 года в Южной Родезии (сейчас — Зимбабве), где его отец, тогда маркиз Грэм, пытался создать ферму.
Единственный сын Джеймса Грэма, 7-го герцога Монтроза (1907—1992), от первого брака с Изабель Веронией Селлар (? — 1990).

### Брак
31 января 1970 года, будучи маркизом Грэмом, он женился на Кэтрин Элизабет Макдонелл Янг (5 сентября 1935? — 29 октября 2014) из Канады. У супругов было трое детей:
- Леди Гермиона Элизабет Грэм (род. 20 июля 1971), замужем за Кристофером Джоном Торнхиллом. Двое детей.
- Джеймс Александр Норман Грэм, маркиз Грэм (род. 16 августа 1973), женился в 2004 году на Сесилии Манфреди
- Лорд Рональд Джон Кристофер Грэм (род. 13 октября 1975), женился в 2016 году на Флоренс Мэри Арбутнотт в Киддерминстере, графство Вустершир, Англия. Он практикующий юрист с фирмой в Англии и имеет двух сыновей .

### Образование
Герцог посещал школу-интернат в Шотландии, сначала в Абердиншире, а затем в школе Лоретто близ Эдинбурга.

### Политика и международные отношения
Герцог Монтроз считает себя консерватором и занял свое место в Палате лордов после смерти отца в 1992 году. Он является одним из четырех герцогов, которые оказались в Палате лордов (из 24 не королевских герцогов, имеющих право на это) после принятия Акта о Палате лордов 1999 года, будучи одним из 90 пэров, выбранных или избранных другими заседающими. Другие герцоги в верхней палате среди них — герцог Сомерсет, который победил на дополнительных выборах в декабре 2014 года, герцог Веллингтон, который победил на дополнительных выборах в сентябре 2015 года, и герцог Норфолк, который, будучи наследственным графом-маршалом и одним из великих государственных чиновников, не должен выставлять свою кандидатуру на выборах.
Герцог Монтроз был теневым министром Шотландского офиса до Всеобщих выборов 2010 года. Он также провел некоторое время в Китае, продвигая возобновляемые источники энергии и экологические меры, и свободно говорит на китайском языке.

## Титулатура
- 8-й герцог Монтроз (с 10 февраля 1992)
- 8-й барон Грэм из Белфорда, Нортумберленд (с 10 февраля 1992)
- 15-й граф Монтроз (с 10 февраля 1992)
- 17-й лорд Грэм (с 10 февраля 1992)
- 8-й граф Грэм (с 10 февраля 1992)
- 8-й граф Кинкардин (с 10 февраля 1992)
- 8-й виконт Дандафф (с 10 февраля 1992)
- 8-й маркиз Грэм и Бьюкенен (с 10 февраля 1992)
- 11-й граф Кинкардин (с 10 февраля 1992)
- 11-й лорд Грэм и Магдок (с 10 февраля 1992)
- 8-й лорд Аберрутвен, Магдок и Финтри (с 10 февраля 1992)
- 11-й маркиз Монтроз (с 10 февраля 1992).